# Premiership Rugby 2021-2022
Premiership Rugby 2021-22 fu il 35º campionato nazionale inglese di rugby a 15 di prima divisione.
Si tenne dal 17 settembre 2021 al 18 giugno 2022 tra 13 squadre, che si incontrarono nella stagione regolare a girone unico che designò le quattro contendenti ai play-off per il titolo finale.
Il torneo fu noto anche come Gallagher Premiership a seguito di accordo di naming stipulato ad aprile 2018 con la compagnia statunitense d'assicurazioni e gestione finanziaria Arthur J. Gallagher; in corso di competizione tale accordo, in scadenza al 2022, fu rinnovato per una non meglio specificata «durata poliennale».
Il Saracens, retrocesso un anno prima per decisione del collegio disciplinare di Premiership Rugby a seguito delle violazioni pluriennali del salary cap, vinse il RFU Championship e fu riammesso in prima divisione; stante il blocco delle retrocessioni decretato un anno addietro, quindi, la Premiership 2021-22 si tenne a tredici squadre, con due turni di riposo per ciascuna di esse in corso di torneo.
Dopo una serie di campionati in ombra in cui chiuse la stagione regolare nelle postazioni in fondo alla classifica, Leicester tornò a dominare la stagione regolare e a entrare nei play-off come prima squadra del seeding che regolò Northampton 27-14 a Welford Road per tornare in finale dopo 9 anni; l'altra semifinale fu un derby londinese tra gli Harlequins e gli stessi Saracens, secondi in classifica da neopromossi: i Sarries vinsero 34-17 e volarono in finale ad appena 24 mesi dalla retrocessione loro inflitta con 105 punti di penalizzazione.
La finale fu intensa e fisica, con un'espulsione temporanea per parte.
A un vantaggio iniziale dei Saracens con Owen Farrell dalla piazzola, risposero due mete di Leicester che si portò avanti 12-6, scarto che resistette fino a 17 minuti dalla fine quando altri due piazzati di Farrell portarono la partita sul 12 pari.
Quando già erano in vista i supplementari, un drop di Freddie Burns a tempo scaduto siglò il 15-12 finale con cui Leicester tornò al titolo per la prima volta dal 2013, l'undicesimo della sua storia.
Per il secondo anno consecutivo non si procedette a retrocessioni, né vi furono avanzamenti dal Championship perché gli Ealing Trailfinders, club londinese di seconda divisione, pur vincendo il campionato fu dichiarato non idoneo a giocare in Premiership per via di insufficienti strutture sportive (lo stadio può ospitare poco più di 5000 spettatori a fronte degli almeno 10001 richiesti dalla Rugby Football Union.
Il valore delle marcature, come stabilito da World Rugby nel 2017, è: 5 punti per ciascuna meta (7 se trasformata), 7 punti per la meta tecnica, 3 punti per la realizzazione di ciascun calcio piazzato, idem per il drop.

## Squadre partecipanti
| Club         | Sponsor                                        | Città               | Impianto interno            |
| ------------ | ---------------------------------------------- | ------------------- | --------------------------- |
| Bath         | Dyson (elettronica di consumo)                 | Bath                | Recreation Ground           |
| Bristol      | Ravenscroft (servizi finanziari)               | Bristol             | Ashton Gate Stadium         |
| Exeter       | sw comms (telecomunicazioni)                   | Exeter              | Sandy Park                  |
| Gloucester   | BiGDUG (accessori per magazzini)               | Gloucester          | Stadio di Kingsholm         |
| Harlequins   | DHL (logistica)                                | Londra              | The Stoop                   |
| Leicester    | Topps Tiles (materiali edili)                  | Leicester           | Welford Road Stadium        |
| London Irish | Powerday (servizi ambientali)                  | Londra              | Brentford Community Stadium |
| Newcastle    | Stelrad (caloriferi)                           | Newcastle upon Tyne | Kingston Park               |
| Northampton  | Travis Perkins (materiali edili)               | Northampton         | Franklin's Gardens          |
| Sale Sharks  | AO (rivenditure di apparecchiature elettriche) | Sale                | Salford City Stadium        |
| Saracens     | City Index (servizi finanziari)                | Londra              | Barnet Copthall             |
| Wasps        | Vodafone (telecomunicazioni)                   | Coventry            | City of Coventry Stadium    |
| Worcester    | Adam Hewitt (vendita macchinari agricoli)      | Worcester           | Sixways Stadium             |

## Stagione regolare

### Risultati
|            | 1ª giornata               |       |
| ---------- | ------------------------- | ----- |
| 17-9-2021  | Bristol – Saracens        | 9-26  |
| 18-9-2021  | Leicester – Exeter        | 34-19 |
| 18-9-2021  | Northampton – Gloucester  | 34-20 |
| 18-9-2021  | Worcester – London Irish  | 36-24 |
| 18-9-2021  | Sale Sharks – Bath        | 20-19 |
| 19-9-2021  | Newcastle – Harlequins    | 20-26 |
| Riposo     | Wasps                     |       |
|            |                           |       |
|            | 4ª giornata               |       |
| 8-10-2021  | Harlequins – Bristol      | 52-24 |
| 9-10-2021  | Exeter – Worcester        | 42-5  |
| 9-10-2021  | Gloucester – Sale Sharks  | 33-32 |
| 9-10-2021  | London Irish – Leicester  | 16-21 |
| 9-10-2021  | Saracens – Newcastle      | 37-23 |
| 10-10-2021 | Wasps – Northampton       | 26-20 |
| Riposo     | Bath                      |       |
|            |                           |       |
|            | 7ª giornata               |       |
| 29-10-2021 | Gloucester – Exeter       | 13-16 |
| 30-10-2021 | Bath – Wasps              | 17-27 |
| 30-10-2021 | London Irish – Bristol    | 33-45 |
| 30-10-2021 | Northampton – Leicester   | 26-55 |
| 30-10-2021 | Worcester – Sale Sharks   | 27-14 |
| 31-10-2021 | Harlequins – Saracens     | 22-29 |
| Riposo     | Newcastle                 |       |
|            |                           |       |
|            | 10ª giornata              |       |
| 3-12-2021  | Gloucester – Bristol      | 27-10 |
| 4-12-2021  | Exeter – Saracens         | 18-15 |
| 4-12-2021  | London Irish – Newcastle  | 43-21 |
| 4-12-2021  | Northampton – Bath        | 40-19 |
| 4-12-2021  | Worcester – Wasps         | 32-31 |
| 5-12-2021  | Leicester – Harlequins    | 16-14 |
| Riposo     | Sale Sharks               |       |
|            |                           |       |
|            | 13ª giornata              |       |
| 7-1-2022   | Bristol – Sale Sharks     | 32-15 |
| 8-1-2022   | Harlequins – Exeter       | 14-12 |
| 8-1-2022   | Newcastle – Northampton   | 8-44  |
| 8-1-2022   | Saracens – Gloucester     | 24-25 |
| 9-1-2022   | Bath – Worcester          | 22-19 |
| 9-1-2022   | Wasps – Leicester         | 16-13 |
| Riposo     | London Irish              |       |
|            |                           |       |
|            | 16ª giornata              |       |
| 11-2-2022  | Bristol – London Irish    | 32-49 |
| 11-2-2022  | Leicester – Northampton   | 35-20 |
| 12-2-2022  | Exeter – Gloucester       | 24-15 |
| 12-2-2022  | Sale Sharks – Worcester   | 36-12 |
| 12-2-2022  | Wasps – Bath              | 41-24 |
| 13-2-2022  | Saracens – Harlequins     | 19-10 |
| Riposo     | Newcastle                 |       |
|            |                           |       |
|            | 19ª giornata              |       |
| 4-3-2022   | Harlequins – Newcastle    | 24-10 |
| 5-3-2022   | Bath – Bristol            | 29-27 |
| 5-3-2022   | Gloucester – Northampton  | 35-30 |
| 5-3-2022   | London Irish – Worcester  | 43-12 |
| 5-3-2022   | Saracens – Leicester      | 34-27 |
| 6-3-2022   | Exeter – Sale Sharks      | 19-12 |
| Riposo     | Wasps                     |       |
|            |                           |       |
|            | 22ª giornata              |       |
| 1-4-2022   | Sale Sharks – Saracens    | 12-18 |
| 2-4-2022   | Exeter – Bath             | 42-22 |
| 2-4-2022   | Gloucester – Wasps        | 21-27 |
| 2-4-2022   | Northampton – Bristol     | 39-22 |
| 2-4-2022   | Worcester – Newcastle     | 10-45 |
| 3-4-2022   | London Irish – Harlequins | 14-41 |
| Riposo     | Leicester                 |       |
|            |                           |       |
|            | 25ª giornata              |       |
| 20-5-2022  | Bristol – Exeter          | 40-33 |
| 20-5-2022  | Wasps – Sale Sharks       | 7-16  |
| 21-5-2022  | Bath – London Irish       | 27-24 |
| 21-5-2022  | Harlequins – Gloucester   | 28-24 |
| 21-5-2022  | Newcastle – Leicester     | 5-27  |
| 21-5-2022  | Saracens – Northampton    | 42-38 |
| Riposo     | Worcester                 |       |

|            | 2ª giornata                |       |
| ---------- | -------------------------- | ----- |
| 24-9-2021  | Gloucester – Leicester     | 26-33 |
| 25-9-2021  | Bath – Newcastle           | 13-20 |
| 25-9-2021  | Exeter – Northampton       | 24-26 |
| 25-9-2021  | Harlequins – Worcester     | 35-29 |
| 25-9-2021  | Wasps – Bristol            | 44-8  |
| 26-9-2021  | London Irish – Sale Sharks | 31-31 |
| Riposo     | Saracens                   |       |
|            |                            |       |
|            | 5ª giornata                |       |
| 15-10-2021 | Sale Sharks – Harlequins   | 28-22 |
| 16-10-2021 | Newcastle – Bristol        | 13-5  |
| 16-10-2021 | Wasps – Exeter             | 23-27 |
| 16-10-2021 | Worcester – Leicester      | 3-48  |
| 17-10-2021 | Bath – Saracens            | 17-71 |
| 17-10-2021 | London Irish – Gloucester  | 25-25 |
| Riposo     | Northampton                |       |
|            |                            |       |
|            | 8ª giornata                |       |
| 5-11-2021  | Leicester – Bath           | 40-23 |
| 6-11-2021  | Bristol – Worcester        | 27-5  |
| 6-11-2021  | Saracens – London Irish    | 34-34 |
| 6-11-2021  | Sale Sharks – Northampton  | 30-6  |
| 6-11-2021  | Exeter – Newcastle         | 14-15 |
| 7-11-2021  | Wasps – Harlequins         | 16-26 |
| Riposo     | Gloucester                 |       |
|            |                            |       |
|            | 11ª giornata               |       |
| 26-12-2021 | Bristol – Leicester        | 26-28 |
| 26-12-2021 | Newcastle – Sale Sharks    | 0-0   |
| 26-12-2021 | Saracens – Worcester       | 61-29 |
| 26-12-2021 | Wasps – London Irish       | 38-30 |
| 26-12-2021 | Bath – Gloucester          | 20-40 |
| 27-12-2021 | Harlequins – Northampton   | 41-27 |
| Riposo     | Exeter                     |       |
|            |                            |       |
|            | 14ª giornata               |       |
| 28-1-2022  | Bath – Harlequins          | 21-17 |
| 29-1-2022  | London Irish – Exeter      | 18-14 |
| 29-1-2022  | Worcester – Northampton    | 13-29 |
| 29-1-2022  | Newcastle – Gloucester     | 22-32 |
| 30-1-2022  | Sale Sharks – Leicester    | 35-26 |
| 30-1-2022  | Wasps – Saracens           | 26-20 |
| Riposo     | Bristol                    |       |
|            |                            |       |
|            | 17ª giornata               |       |
| 18-2-2022  | Worcester – Bristol        | 19-14 |
| 19-2-2022  | Bath – Leicester           | 20-24 |
| 19-2-2022  | Harlequins – Wasps         | 29-24 |
| 19-2-2022  | London Irish – Saracens    | 32-30 |
| 19-2-2022  | Northampton – Sale Sharks  | 21-22 |
| 20-2-2022  | Newcastle – Exeter         | 14-15 |
| Riposo     | Gloucester                 |       |
|            |                            |       |
|            | 20ª giornata               |       |
| 12-3-2022  | Worcester – Exeter         | 35-31 |
| 12-3-2022  | Leicester – London Irish   | 47-28 |
| 12-3-2022  | Newcastle – Saracens       | 21-36 |
| 12-3-2022  | Sale Sharks – Gloucester   | 26-24 |
| 13-3-2022  | Bristol – Harlequins       | 29-38 |
| 13-3-2022  | Northampton – Wasps        | 27-22 |
| Riposo     | Bath                       |       |
|            |                            |       |
|            | 23ª giornata               |       |
| 22-4-2022  | Bristol – Gloucester       | 29-28 |
| 22-4-2022  | Newcastle – London Irish   | 14-42 |
| 23-4-2022  | Bath – Northampton         | 31-36 |
| 23-4-2022  | Harlequins – Leicester     | 26-20 |
| 23-4-2022  | Wasps – Worcester          | 41-12 |
| 24-4-2022  | Saracens – Exeter          | 38-22 |
| Riposo     | Sale Sharks                |       |
|            |                            |       |
|            | 26ª giornata               |       |
| 4-6-2022   | Exeter – Harlequins        | 47-38 |
| 4-6-2022   | Gloucester – Saracens      | 54-7  |
| 4-6-2022   | Leicester – Wasps          | 20-10 |
| 4-6-2022   | Northampton – Newcastle    | 65-26 |
| 4-6-2022   | Sale Sharks – Bristol      | 42-19 |
| 4-6-2022   | Worcester – Bath           | 43-27 |
| Riposo     | London Irish               |       |

|            | 3ª giornata                |       |
| ---------- | -------------------------- | ----- |
| 1-10-2021  | Bristol – Bath             | 25-20 |
| 2-10-2021  | Northampton – London Irish | 23-21 |
| 2-10-2021  | Leicester – Saracens       | 13-12 |
| 2-10-2021  | Newcastle – Wasps          | 18-14 |
| 2-10-2021  | Worcester – Gloucester     | 23-31 |
| 3-10-2021  | Sale Sharks – Exeter       | 15-25 |
| Riposo     | Harlequins                 |       |
|            |                            |       |
|            | 6ª giornata                |       |
| 22-10-2021 | Northampton – Worcester    | 66-10 |
| 23-10-2021 | Exeter – London Irish      | 21-33 |
| 23-10-2021 | Gloucester – Newcastle     | 29-20 |
| 23-10-2021 | Harlequins – Bath          | 31-17 |
| 23-10-2021 | Leicester – Sale Sharks    | 19-11 |
| 24-10-2021 | Saracens – Wasps           | 56-15 |
| Riposo     | Bristol                    |       |
|            |                            |       |
|            | 9ª giornata                |       |
| 26-11-2021 | Bath – Exeter              | 16-23 |
| 26-11-2021 | Bristol – Northampton      | 20-36 |
| 26-11-2021 | Wasps – Gloucester         | 33-35 |
| 27-11-2021 | Harlequins – London Irish  | 19-22 |
| 27-11-2021 | Newcastle – Worcester      | 24-24 |
| 28-11-2021 | Saracens – Sale Sharks     | 25-14 |
| Riposo     | Leicester                  |       |
|            |                            |       |
|            | 12ª giornata               |       |
| 1-1-2022   | Sale Sharks – Wasps        | 26-18 |
| 1-1-2022   | Exeter – Bristol           | 19-13 |
| 2-1-2022   | Gloucester – Harlequins    | 17-20 |
| 2-1-2022   | Leicester – Newcastle      | 31-0  |
| 2-1-2022   | Northampton – Saracens     | 6-30  |
| 3-1-2022   | London Irish – Bath        | 0-0   |
| Riposo     | Worcester                  |       |
|            |                            |       |
|            | 15ª giornata               |       |
| 4-2-2022   | Gloucester – London Irish  | 24-7  |
| 5-2-2022   | Bristol – Newcastle        | 37-21 |
| 5-2-2022   | Exeter – Wasps             | 26-27 |
| 5-2-2022   | Leicester – Worcester      | 36-16 |
| 5-2-2022   | Saracens – Bath            | 40-3  |
| 6-2-2022   | Harlequins – Sale Sharks   | 14-36 |
| Riposo     | Northampton                |       |
|            |                            |       |
|            | 18ª giornata               |       |
| 25-2-2022  | Bristol – Wasps            | 31-19 |
| 25-2-2022  | Sale Sharks – London Irish | 27-27 |
| 25-2-2022  | Worcester – Harlequins     | 21-29 |
| 26-2-2022  | Leicester – Gloucester     | 35-23 |
| 26-2-2022  | Newcastle – Bath           | 25-30 |
| 27-2-2022  | Northampton – Exeter       | 31-34 |
| Riposo     | Saracens                   |       |
|            |                            |       |
|            | 21ª giornata               |       |
| 25-3-2022  | Gloucester – Worcester     | 20-0  |
| 26-3-2022  | Bath – Sale Sharks         | 24-24 |
| 26-3-2022  | London Irish – Northampton | 22-42 |
| 26-3-2022  | Saracens – Bristol         | 27-23 |
| 26-3-2022  | Wasps – Newcastle          | 27-24 |
| 27-3-2022  | Exeter – Leicester         | 17-22 |
| Riposo     | Harlequins                 |       |
|            |                            |       |
|            | 24ª giornata               |       |
| 29-4-2022  | Northampton – Harlequins   | 32-31 |
| 29-4-2022  | Sale Sharks – Newcastle    | 35-27 |
| 30-4-2022  | Gloucester – Bath          | 64-0  |
| 30-4-2022  | Leicester – Bristol        | 56-26 |
| 30-4-2022  | Worcester – Saracens       | 16-38 |
| 1-5-2022   | London Irish – Wasps       | 42-42 |
| Riposo     | Exeter                     |       |

### Classifica
| Pos | Squadra      | G  | V  | N | P  | PF  | PS  | DP   | BMP | Pt |
| --- | ------------ | -- | -- | - | -- | --- | --- | ---- | --- | -- |
| 1   | Leicester    | 24 | 20 | 0 | 4  | 726 | 452 | +274 | 14  | 94 |
| 2   | Saracens     | 24 | 17 | 1 | 6  | 769 | 509 | +260 | 17  | 87 |
| 3   | Harlequins   | 24 | 15 | 0 | 9  | 647 | 554 | +93  | 20  | 80 |
| 4   | Northampton  | 24 | 14 | 0 | 10 | 764 | 639 | +125 | 19  | 75 |
| 5   | Gloucester   | 24 | 13 | 1 | 10 | 685 | 525 | +160 | 19  | 73 |
| 6   | Sale Sharks  | 24 | 12 | 3 | 9  | 559 | 495 | +64  | 16  | 70 |
| 7   | Exeter       | 24 | 13 | 0 | 11 | 584 | 534 | +50  | 17  | 69 |
| 8   | London Irish | 24 | 9  | 5 | 10 | 660 | 666 | −6   | 17  | 63 |
| 9   | Wasps        | 24 | 11 | 1 | 12 | 614 | 600 | +14  | 14  | 60 |
| 10  | Bristol      | 24 | 8  | 0 | 16 | 573 | 718 | −145 | 16  | 48 |
| 11  | Worcester    | 24 | 6  | 1 | 17 | 451 | 814 | −363 | 9   | 35 |
| 12  | Newcastle    | 24 | 6  | 1 | 17 | 436 | 660 | −224 | 8   | 34 |
| 13  | Bath         | 24 | 5  | 1 | 18 | 461 | 763 | −302 | 12  | 34 |

## Play-off
|  | Semifinali | Semifinali  | Semifinali |          |    | Finale    | Finale | Finale |  |
|  |            |             |            |          |    |           |        |        |  |
|  | 1          | Leicester   | 27         |          |    |           |        |        |  |
|  | 1          | Leicester   | 27         |          |    |           |        |        |  |
|  | 4          | Northampton | 14         |          |    |           |        |        |  |
|  | 4          | Northampton | 14         |          | 1  | Leicester | 15     |        |  |
|  |            |             |            |          | 1  | Leicester | 15     |        |  |
|  |            |             | 2          | Saracens | 12 |           |        |        |  |
|  | 2          | Saracens    | 2          | Saracens | 12 | 34        |        |        |  |
|  | 2          | Saracens    |            |          |    |           |        |        |  |
|  | 3          | Harlequins  | 17         |          |    |           |        |        |  |

### Semifinali
| Arbitro: | Luke Pearce (Bristol) |

|                                            |      |                                  |
| Earl 22’, 41’, 78’ Tompkins 34’ Davies 52’ | mt   | 2’ Dombrandt 18’ Care 65’ Murley |
| O. Farrell 34’, 41’, 78’                   | tr   | 18’ M. Smith                     |
| O. Farrell 8’                              | c.p. |                                  |

| Arbitro: | Matthew Carley (Kent) |

|                            |      |                                 |
| G. Ford 51’ Steward 68’    | mt   | 47’ Freeman                     |
| G. Ford 51’                | tr   |                                 |
| G. Ford 21’, 32’, 63’, 79’ | c.p. | 6’, 40+3’ Biggar 58’ J. Grayson |
| G. Ford 77’                | drop |                                 |

### Finale
| Arbitro: | Wayne Barnes (Gloucester) |

| |              | |
| H. Liebenberg 26’ J. Wiese 34’ | mt           | |
| Burns 26’ | tr           | |
| | c.p.         | 4’, 63’, 75’ O. Farrell 30’ Daly |
| Burns 80+1’ | drop         | |
| · Steward · C. Ashton · 57’ Moroni · Porter · Potter · 23’ G. Ford · 63’Wigglesworth · J. Wiese · 63’ Reffell · H. Liebenberg · 63’ Green · Chessum · 53’ Cole · 63’ Montoya · 63’ Genge | Formazioni   | · Al. Goode · Malins · Daly · Tompkins 71’ · Maitland 41’ · O. Farrell · A. Davies 23’ 66’ · B. Vunipola 75’ · Earl · McFarland 59’ 75’ · Isiekwe 75’ · Itoje · Koch · George · M. Vunipola 66’ |
| · 23’ Burns · 53’ Heyes · 57’ 74’ M. Scott · 63’ Clare · 63’ Leatigaga · 63’ G. Martin · 63’ H. Wells · 63’ B. Youngs                                                                    | Sostituzioni | · Lozowski 41’ · A. Christie 59’ · Mawi 66’ · I. van Zyl 66’ · D. Taylor 71’ · J. Wray 75’ |
| Steve Borthwick | Allenatori   | Mark McCall |

## Verdetti
- Leicester: campione d'Inghilterra.
- Leicester, Saracens, Harlequins, Northampton, Gloucester, Sale Sharks, Exeter, London Irish: qualificate alla Champions Cup 2022-23.
- Wasps, Bristol, Worcester, Newcastle, Bath: qualificate alla Challenge Cup 2022-23.